# Arlene Saunders
Arlene Saunders (Cleveland, 5 de octubre de 1930 - 17 de abril de 2020) fue una cantante estadounidense de ópera spinto soprano.

## Biografía
Después de hacer su debut en la ópera como Rosalinde von Eisenstein, en Die Fledermaus, con la National Opera Company en 1958, hizo su primera aparición en la Ópera de Nueva York en 1961, como Giorgetta en Il tabarro (dirigida por Julius Rudel). Con esa compañía, pronto cantó en Carmen (como Micaëla), La bohème (como Mimì), Louise (junto a Norman Treigle como Père), Die lustige Witwe y Don Giovanni (como Donna Elvira). 
En 1964, Saunders comenzó una relación con la Ópera del Estado de Hamburgo, con quien hizo películas de Le nozze di Figaro (como Contessa, 1967), Der Freischütz (1968) y Die Meistersinger (con Giorgio Tozzi y Richard Cassilly, 1970) . Con la compañía también creó la parte del profesor de música en el estreno mundial de Help, Help, the Globolinks! de Gian Carlo Menotti en 1968 (que se filmó al año siguiente). Para RCA, grabó Il re pastore (con Lucia Popp y Reri Grist), en 1967. En 1971, creó el papel principal en Beatrix Cenci de Ginastera, que repitió en la City Opera en 1973. Ella cantó en la Metropolitan Opera en 1976, como Eva en Die Meistersinger, y en 1978, la soprano regresó a la City Opera para La fanciulla del West. También apareció en Milán, Londres (Covent Garden), París, Viena, Roma y Buenos Aires. 
En 1967, fue nombrada Kammersängerin, en Hamburgo. En 1985 se despidió de la ópera con la Mariscala en Der Rosenkavalier, en el Teatro Colón, Buenos Aires, donde ya había cantado la Minnie (1979, Molinari-Pradelli, P.Domingo). 
En 1986, se casó con el Dr. Raymond Adrian Raskin de Nueva York y Santa Fe, Nuevo México. 

## Muerte
Murió el 17 de abril de 2020 a la edad de 89 años de COVID-19.